# Marcel Reich-Ranicki
Marcel Reich-Ranicki (sinh ngày 2 tháng 6 năm 1920 – 18 tháng 9 năm 2013) là một nhà báo và nhà phê bình văn học người Đức.

## Cuộc đời
Ông sinh tại Włocławek Marceli Reich, con của David và Helene Reich, Reich-Ranicki sống từ năm 1929 tại Berlin và tốt nghiệp trường trung học phổ thông tại Berlin-Wilmersdorf năm 1937. Đơn xin học tại trường Đại Học Humboldt (Humboldt-Universität zu Berlin) đã bị từ chối vì ông là người gốc Do Thái. Sau khi bị bắt về tại tập trung ở Ba Lan vào năm 1938, vào mùa thu năm 1942 ông đã có thể cùng với vợ là Teofila trốn thoát ra khỏi trại tập trung Warsaw, nơi ông làm biên dịch cho hội đồng người Do Thái do phát xít dựng lên và đã viết cho tờ báo "Gazeta Żydowska" của trại tập trung dưới bút danh là Wiktor Hart. Sau Chiến tranh thế giới thứ hai ông là sĩ quan của tình báo Ba Lan, chỉ huy các điệp vụ chống lại Vương quốc Liên hiệp Anh và Bắc Ireland. Năm 1948 với lý lịch của một người lãnh sự là "Marceli Ranicki", ông được gửi đến đại sứ quán Ba Lan tại London làm công sứ. Cuối năm 1949 ông được gọi trở về Ba Lan và đầu năm 1950 bị sa thải ra ngoài ngành tình báo. Đầu tiên ông làm báo nhưng sau đó bị cấm xuất bản tại Ba Lan.
Trong một chuyến đi nghiên cứu vào năm 1958 ông đi từ Ba Lan sang Đức và ở lại cùng với gia đình tại thành phố Frankfurt am Main. Thành viên của Nhóm 47, Siegfried Lenz và Wolfgang Koeppen đã giúp ông ổn định cuộc sống tại Đức. Từ 1960 đến 1973 ông là nhà phê bình văn học của tờ tuần báo Die Zeit tại thành phố Hamburg, từ 1973 đến 1988 là trưởng ban biên tập văn học của tờ báo Frankfurter Allgemeine Zeitung. Ở đấy ông đã có công lớn trong việc biên tập Hợp tuyển Frankfurt (Frankfurter Anthologie) do chính ông thành lập, cho đến nay đã có trên 1.500 bài thơ của các tác giả tiếng Đức cùng với diễn giải đã được sưu tập trong đó.
Từ ngày 25 tháng 3 năm 1988 đến 14 tháng 12 năm 2001 ông là người dẫn chương trình Das literarische Quartett (Bộ Tứ Văn học) trên đài truyền hình ZDF và nhờ vào đó mà được các tầng lớp quần chúng rộng rãi biết đến. Trong giới chuyên môn ông đã được gọi là "Giáo hoàng văn học" từ rất lâu trước chương trình truyền hình này.
Từ 1968 cho đến 1969 ông giảng dạy tại nhiều trường đại học Mỹ, từ 1971 đến 1975 ông là giáo sư thỉnh giảng tại Stockholm và Oppsala. Từ 1974 ông là giáo sư cộng tác của Trường Đại học Eberhard Karl (Eberhard-Karls-Universität) tại Tübingen. Năm 1990 Reich-Ranicki là giáo sư của trường Đại học Heinrich Heine tại Düsseldorf và năm 1991 là giáo sư của trường Đại học Karlsruhe.
Trước khi mất, Reich-Ranicki sống với vợ tại Frankfurt am Main. Con trai của ông Andrzej là giáo sư tại Edinburgh. Ông mất ngày 18 tháng 9 năm 2013 tại Frankfurt am Main

## Tác phẩm
- Literarisches Leben in Deutschland. Kommentare u. Pamphlete. Piper 1965
- Deutsche Literatur in Ost und West Piper 1966
- Literatur der kleinen Schritte. Deutsche Schriftsteller heute. Piper 1967
- Die Ungeliebten. Sieben Emigranten 1968
- Über Ruhestörer. Juden in der deutschen Literatur. München. Piper Verlag. 1973.
- Nachprüfung, Aufsätze über deutsche Schriftsteller von gestern Piper Verlag 1977
- (Hg.) Frankfurter Anthologie. Band 1–27, Insel Verlag, Frankfurt am Main 1978–2004.
- Entgegnung, Zur deutschen Literatur der siebziger Jahre DVA 1981
- Thomas Mann und die Seinen, Deutsche Verlags-Anstalt, Stuttgart 1987, ISBN 3421063648
- Lauter Verrisse, dtv, 1993, ISBN 3423115785
- Die Anwälte der Literatur Deutsche Verlags-Anstalt 1994
- Der Fall Heine Deutsche Verlags-Anstalt 1997
- Mein Leben, Deutsche Verlags-Anstalt, Stuttgart 1999, ISBN 3423130563
- Sieben Wegbereiter. Schriftsteller des 20. Jahrhunderts, Deutsche Verlags-Anstalt, München 2002, ISBN 3421055149
- Meine Bilder. Porträts und Aufsätze. Deutsche Verlags-Anstalt, München 2003, ISBN 3421056196
- Unser Grass Deutsche Verlags-Anstalt, München 2003, ISBN 3421057966
- Vom Tag gefordert. Reden in deutschen Angelegenheiten. DTV, München 2003, ISBN 3423131454
- Meine Geschichten. Von Johann Wolfgang von Goethe bis heute. Insel Verlag, Frankfurt a. M. 2003, ISBN 3458171665
- (Hg.) Der Kanon. Die deutsche Literatur Erzählungen 10 Bände und ein Begleitband. Insel Verlag, Frankfurt a. M. 2003, ISBN 3458067604

## Giải thưởng và khen tặng
- Tiến sĩ danh dự của trường Đại học Uppsala (1972)
- Heine-Plakette (1976)
- Giải Ricarda-Huch (1981)
- Huy chương Wilhelm-Heinse của Học viện Khoa học và Văn học tại Mainz (1983)
- Goethe-Plakette của thành phố Frankfurt am Main (1984)
- Giải Thomas-Mann (1987)
- Giải Bambi (1989)
- Giải thưởng truyền hình Bayern (1991)
- Giải Hermann-Sinsheimer về văn học và báo chí (1991)
- Tiến sĩ danh dự của trường Đại học Augsburg và trường Đại học Otto-Friedrich Bamberg (1992)
- Giải Ludwig Börne (1995)
- Giải thuyết trình CICERO (1996)
- Tiến sĩ danh dự của trường Đại học Heinrich-Heine Düsseldorf (1997)
- Giải thưởng văn hóa bang Hessen (1999)
- Giải Friedrich Hölderlin của thành phố Bad Homburg và giải thưởng văn học Samuel-Bogumil-Linde, Thorn/Göttingen (2000)
- Máy quay phim vàng (2000)
- Tiến sĩ danh dự của trường Đại học Utrecht (2001)
- Tiến sĩ danh dự của trường Đại Học Ludwig-Maximilian München (2002)
- Giải Goethe của thành phố Frankfurt (2002)
- Großes Verdienstkreuz mit Stern der Bundesrepublik Deutschland (2003)
- Giải thưởng văn hóa châu Âu (2004)
- Giải thưởng Quốc gia tại Đức Staatspreis des Landes Nordrhein-Westfalen (2005)
- Tiến sĩ danh dự của trường Đại học Tự do Berlin Freie Universität Berlin và của trường Đại Học Tel Aviv (2006)
- Giải Ludwig Börne (2010)

## Chương trình truyền hình
- Das literarische Quartett (1988 - 2002)
- Solo
- Lauter schwierige Patienten